# Jobst Hirscht
Jobst Hirscht, född den 19 juli 1948 i Schleswig, Tyskland, är en västtysk friidrottare inom kortdistanslöpning.
Han tog OS-brons på 4 x 100 meter vid friidrottstävlingarna 1972 i München. 